# Pezicula pruinosa
Pezicula pruinosa är en svampart som beskrevs av Farl. 1922. Pezicula pruinosa ingår i släktet Pezicula och familjen Dermateaceae.   Inga underarter finns listade i Catalogue of Life.